# 坪田繁
坪田 繁（つぼた しげる、1853年（嘉永6年3月）- 1900年（明治33年）5月21日）は、明治時代の政治家。自由民権運動家。衆議院議員（2期）。

## 経歴
岡山藩の臣下。山田方谷の門に入り典籍を研究したのち、郷里の漢学教師となり校長に進んだ。のち慶應義塾、同人社で英語を修学する。非征韓論を貫いたのち自由民権運動が盛んになると平民主義の記者に転じ、芸備新聞社を創立した。ほか、内務省准奏任御用掛などを歴任した。
1890年（明治23年）7月の第1回衆議院議員総選挙では岡山県第1区から出馬し当選。第2回総選挙でも当選し衆議院議員を通算2期務めた。